# Boris Bondarev
Pour les articles homonymes, voir Bondarev.
Boris Bondarev (en russe : Борис Бондарев), né en 1980 en Russie,, est un diplomate russe qui a travaillé pour la mission permanente russe auprès de l'Office des Nations unies à Genève de 2019 jusqu'à sa démission en mai 2022, pour protester contre l'invasion russe de l'Ukraine.

## Carrière
En 2002, Boris Bondarev commence à travailler pour le ministère russe des Affaires étrangères (MAE) à Moscou en tant que conseiller sur la non-prolifération nucléaire. À partir de 2019, il est l'un des conseillers de la mission de la fédération de Russie auprès de l'Office des Nations unies et d'autres organisations internationales à Genève, en Suisse,.
Le 23 mai 2022, il annonce qu'il a démissionné de son poste pour protester contre l'invasion russe de l'Ukraine, qualifiant l'invasion de « guerre d'agression », affirmant qu'il ne s'agit pas seulement d'un crime contre le peuple ukrainien, mais aussi de « crime le plus grave contre le peuple russe, avec une lettre Z en gras barrant tous les espoirs et perspectives d'une société libre et prospère dans notre pays »,,.
Selon Reuters, il déclare qu'il a exprimé à plusieurs reprises ses inquiétudes au sujet de l'invasion avec des cadres supérieurs de l'ambassade, mais qu'on lui avait dit de garder sa « bouche fermée afin d'éviter les ramifications ». Il déclare également qu'il ne s'attend pas à ce que d'autres diplomates suivent, et que le but des organisateurs de la guerre est « de rester au pouvoir pour toujours »,
Le lendemain, le porte-parole du Kremlin, Dmitri Peskov, déclare aux journalistes lorsqu'il est interrogé sur ces déclarations : « Nous, au Kremlin, ne connaissons pas cette lettre. S'il était un employé du ministère des affaires étrangères, c'est probablement une question pour le MAE ». Il affirme également que « ce monsieur s'opposait à l'opinion générale consolidée de notre pays ».
En septembre 2022, pour Boris Bondarev, la Russie « a déjà perdu la guerre » ; il qualifie son pays de « repoussoir ».

## Publications
- Boris Bondarev, « The Sources of Russian Misconduct: A Diplomat Defects From the Kremlin », Foreign Affairs, vol. 101, no 6,‎ novembre-décembre 2022 (lire en ligne)